# All Videos Ever Made & More!
All Videos Ever Made & More – DVD zespołu Roxette wydane 19 listopada 2001 roku zawierające wszystkie teledyski zespołu z lat 1987–2001.

## Lista utworów

### Teledyski
1. „Neverending Love”
2. „Soul Deep”
3. „I Call Your Name”
4. „Chances”
5. „The Look”
6. „Dressed for Success”
7. „Listen to Your Heart”
8. „Dangerous”
9. „It Must Have Been Love”
10. „Joyride”
11. „Fading Like a Flower (Every Time You Leave)”
12. „The Big L.”
13. „Spending My Time”
14. „Church of Your Heart”
15. „(Do You Get) Excited?”
16. „How Do You Do!”
17. „Queen of Rain”
18. „Fingertips ’93”
19. „Almost Unreal”
20. „Sleeping in My Car”
21. „Crash! Boom! Bang!”
22. „Fireworks”
23. „Run to You”
24. „Vulnerable”
25. „You Don’t Understand Me”
26. „June Afternoon”
27. „She Doesn’t Live Here Anymore”
28. „Un Día Sin Ti”
29. „Wish I Could Fly”
30. „Anyone”
31. „Stars”
32. „Salvation”
33. „The Centre of the Heart (Is a Suburb to the Brain)”
34. „Real Sugar”
35. „Milk and Toast and Honey”

### Rarities
1. „Neverending Love” (pierwsza wersja wideoklipu)
2. „It Must Have Been Love (Christmas for the Broken hearted)” (nagranie telewizyjne)
3. „I Call Your Name” (nagranie telewizyjne)
4. „The Look” (wideoklip z trasy z 1988)
5. „Silver Blue” (wideoklip z trasy z 1989)

### Filmy dokumentalne
1. „The Making of Joyride” (50-minutowy film zza kulis)
2. „Really Roxette” (godzinny film drogi)